# Barra Mansa
Barra Mansa est une ville de l'État de Rio de Janeiro au Brésil. La ville comptait 177 861 habitants en 2010 et sa superficie est de 547 km2.

## Maires
| Période | Période | Identité                   | Étiquette | Qualité |
| ------- | ------- | -------------------------- | --------- | ------- |
| 2009    | 2012    | José Renato Bruno Carvalho | PMDB      |         |